# 王廣慶
王廣慶（1889年4月20日—1974年2月24日），字宏先，男，河南新安人，中华民国政治人物。曾任國立河南大學校長。

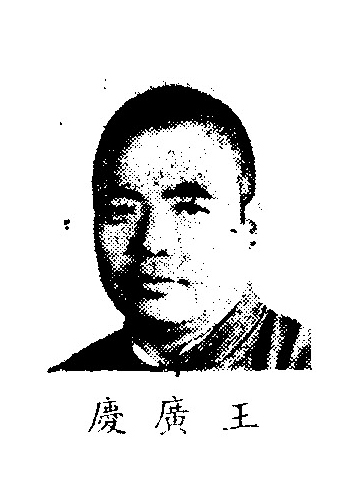
出席制憲國民大會代表時

## 生平
王广庆是河南省新安縣磁澗鎮掌禮村磁涧镇掌礼村人。早年加入中國同盟會，畢業於日本東京私立政法學校政治經濟科。
辛亥革命時，他跟隨张钫，參與西安起义，任秦隴復漢軍軍政府書記官。後任陝西靖國軍總司令部諮議。革命後，王广庆担任河南觀音堂民生煤礦公司總務處長和河南省開封縣及臨潁縣知事。
1928年南京國民政府成立後，先跟隨张钫在河南擔任建設廳第一科長和商邱河南臨時省政府總務處長。在南京國民政府监察院擔任監察委員，考試院高等考試監試委員和考試院審計人員考試監察委員。
1937年“七七”事变后，开封吃紧，國立河南大学隨即於年底迁至豫南鸡公山、镇平一带。1938年10月，王广庆接任國立河南大学校长。1939年5月，日軍进攻新野、唐河，镇平，王廣慶組織師生轉移，北越伏牛山抵达嵩县。河大医学院住在嵩县县城，文、理、农三学院及校本部住在嵩县西部山区潭头镇。
1944年5月15日，日軍佔領潭头。河大後轉移至淅川县荆紫关。王广庆於10月辞职，由张仲鲁接任校长。
抗戰勝利後，為河南省第十一選區選出的制憲國民大會代表。民國37年（1948年）在河南省第六選區當選第一屆立法委員。1949年旅居台湾。

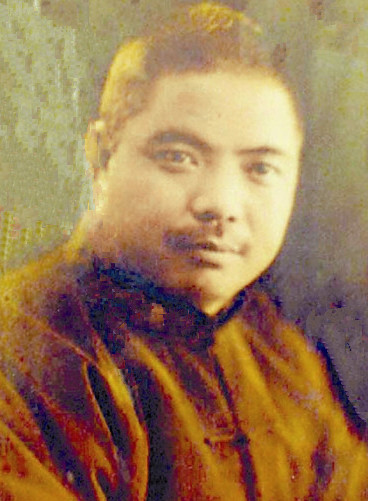

1975年2月24日，王广庆在台北逝世。

## 家庭
子王勵前（南京市政協副主席），女王孟嬰、王季姜、王幼孁。